# Lion-Klasse (1939)
Die Lion-Klasse war eine geplante Klasse von Schlachtschiffen der britischen Marine (Royal Navy), die in Folge des Zweiten Weltkrieges nicht gebaut bzw. fertiggestellt wurde.

## Geschichte
Geplant waren ursprünglich vier Einheiten, die Lion und Temeraire, welche noch im Sommer 1939 auf Kiel gelegt wurden, sowie deren Schwesterschiffe Thunderer (ex. Bellerophon) und Conqueror, die allerdings über eine Auftragsvergabe im Jahre 1939 nicht hinaus kamen. Letztlich verhinderte der Kriegsbeginn am 1. September 1939 die Fertigstellung der Schlachtschiffe.
Konzipiert waren sie als „Antwort“ auf die deutschen Schlachtschiffe der Bismarck-Klasse. Die Arbeiten an den begonnenen Einheiten Lion und Temeraire wurden nach einem vorläufigen Baustopp im Oktober 1939 im März 1941 endgültig eingestellt. Die Aufträge wurden dann 1944 annulliert, woraufhin das begonnene Material auf den Hellingen abgewrackt wurde. Zum Verhängnis wurde den Schiffen der Lion-Klasse nicht nur der Kriegsausbruch, sondern vor allem die nicht zeitnah zu gewährleistende Lieferung ihrer schweren Hauptbewaffnung.
Stattdessen gelangte man in der Royal Navy zu dem Schluss, dass es günstiger und zeitlich realistischer wäre, zumindest ein Schlachtschiff mit in Depots eingelagerten vier 381-mm-Geschütztürmen zu bauen, die von den etwa 20 Jahren zuvor zu Flugzeugträgern umgebauten leichten Schlachtkreuzern Glorious und Courageous stammten. Dieses wurde die Vanguard, das letzte fertiggestellte Schlachtschiff der Marinegeschichte.

## Technik
Die Schiffe sollten eine Gesamtlänge von 239,43 m, eine Breite von 31,72 m und einen Tiefgang von 9,14 m haben. Die Verdrängung sollte zwischen 41.200 t und 47.000 t liegen.

### Antrieb
Die Schiffe sollten mit vier Parsonsturbinen ausgestattet werden, die jeweils eine Welle antreiben und insgesamt 130.000 Shp (95.615 kW) entwickelten, mit der sie eine Höchstgeschwindigkeit von 30 Knoten (56 km/h) erreicht hätte. Der Dampf wäre von acht Admiralty-Wasserrohrkessel geliefert worden. Das Schiff hätte maximal 3779 t Heizöl mitführen können, was ihr bei 10 Knoten (19 km/h) eine Reichweite von 14.000 Seemeilen (25.928 km) ermöglicht hätte.

### Bewaffnung

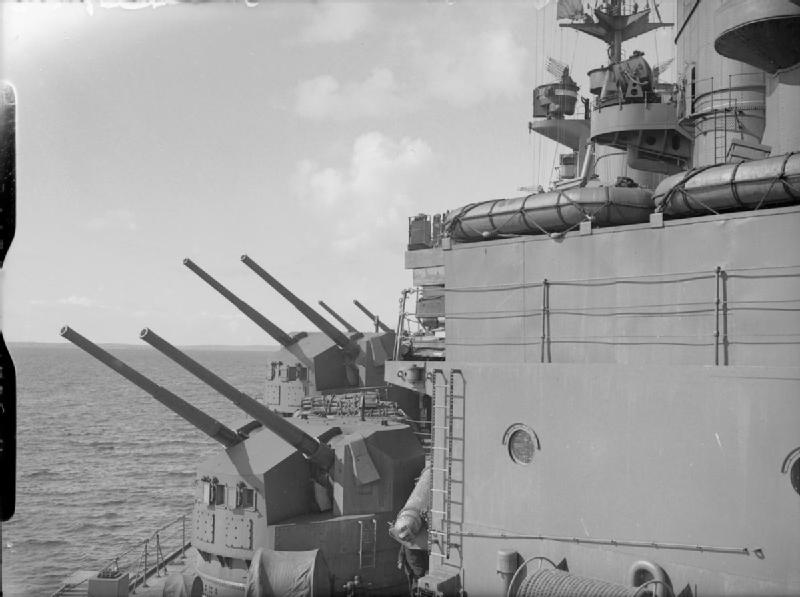
QF 5.25-inch Mark I in drei Doppellafetten auf der HMS Prince of Wales

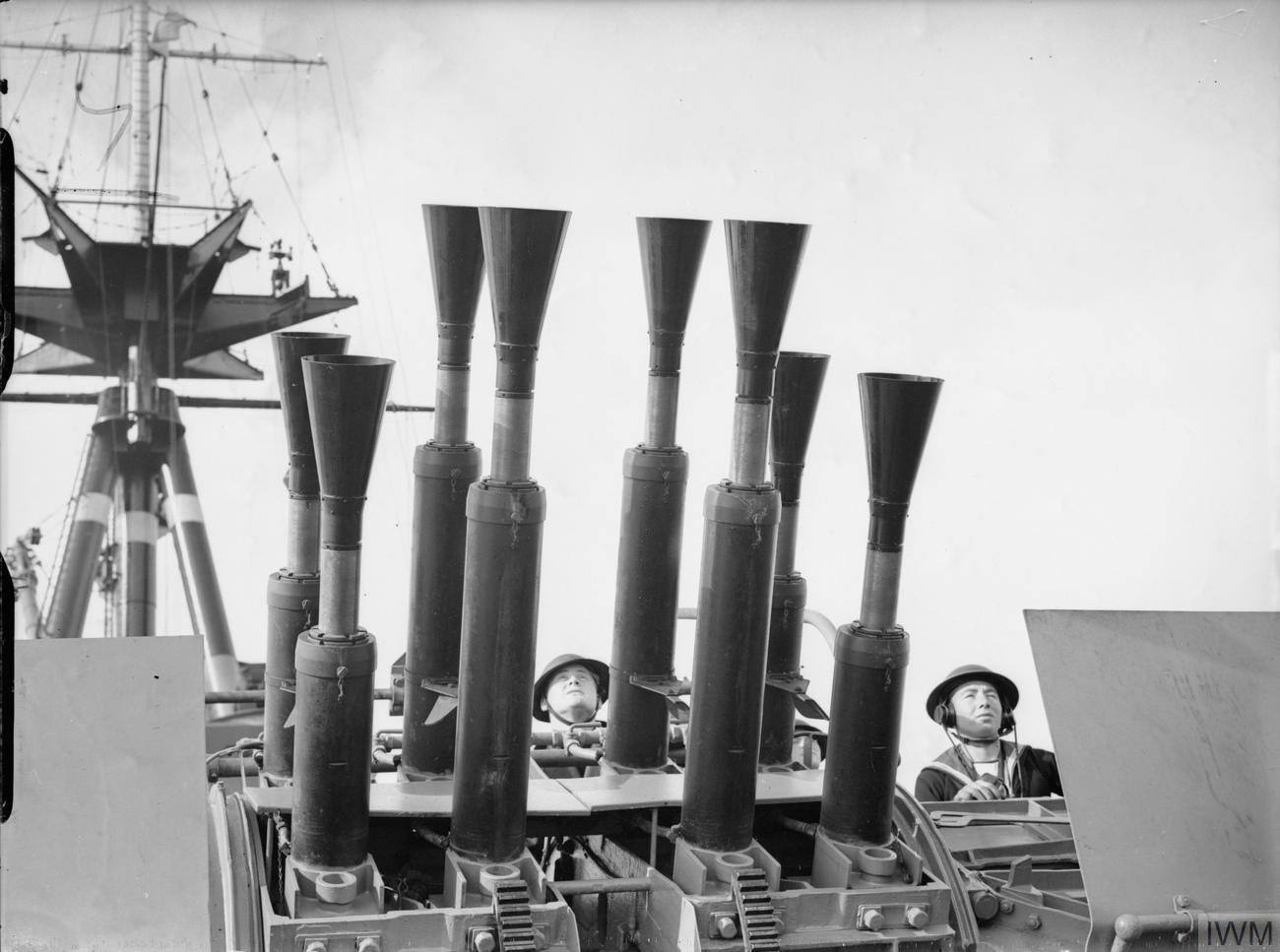
QF 2 pdr Mark VIII in Achtfachlafetten auf der HMS Rodney im Jahr 1940

Die Hauptbewaffnung sollte aus neun 406-mm-Geschützen in drei Drillingsgeschütztürmen, zwei vor und einer hinter den Aufbauten, bestehen. Die Geschütze wären auf Mk-II-Lafetten mit einem Seitenrichtbereich von −150 bis + 150 Grad montiert. Die Kanonen selbst wögen 120 t und hätten bei einer maximalen Elevation von 39,5° und einer Mündungsgeschwindigkeit von 479 m/s eine Reichweite von 34.750 m. Sie verschössen 929 kg schwere Granaten mit einer Kadenz von etwa zwei Schuss pro Minute. Die Sekundärbewaffnung sollte aus sechzehn 133-mm-Mehrzweck-Schnellfeuergeschützen bestehen. Sie sollten mittschiffs angeordnet werden, mit zwei auf jeder Breitseite. Die Geschütze waren auf Mk-I-Lafetten mit einem Seitenrichtbereich von −80 bis +80 Grad montiert. Die Kanonen selbst wogen 4,3 t und hatten bei einer Elevation von 45° und einer Mündungsgeschwindigkeit von 814 m/s eine Reichweite von 21.397 m. Sie verschossen 36 kg schwere Granaten mit einer Kadenz von etwa sieben Schuss pro Minute. Zur leichten Flugabwehr sollten achtundvierzig 40-mm-„pom-pom“-Schnellfeuergeschütze in sechs Achtfachlafetten zur Verfügung stehen.

### Panzerung
Die Panzerung entsprach derjenigen der King-George-V-Klasse. Der Hauptpanzergürtel bestand aus Krupp-Zementstahl, war 126 m lang und reichte bis knapp über die Außenflächen der Barbetten „A“ und „Y“ hinaus. Auf Höhe des Maschinenraums hatte er eine Stärke von 355 mm und auf Höhe der Magazine war er 381 mm dick. Die Oberkante des Panzergürtels befand sich auf der Höhe des Hauptdecks etwa 4,49 m über und 2,59 m unter der Wasserlinie. 254 bis 304 mm dicke Querschotten schlossen die vorderen und hinteren Enden der Gürtelpanzerung zwischen Haupt- und Unterdeck ab. Das Hauptdeck war zwischen 124 und 149 mm dick. Die Barbetten waren zwischen 274 und 324 mm dick. Der Kommandoturm war mit 76 bis 101 mm gepanzert. Die Geschütztürme waren an der Front 324, an den Seiten 228, auf der Rückseite 174 und auf dem Dach 149 mm dick. Die Geschütztürme der 133-mm-Kanonen waren rundherum mit 38 mm Panzerung versehen. Der Splitterschutz für die Sekundärmagazine war ebenfalls 38 mm dick. Das Torpedoschott war 51 mm dick und erstreckte sich über die gesamte Länge des Panzergürtels.